# Kostel svatého Petra a Pavla (Želiv)
Hřbitovní kostel svatého Petra a Pavla je římskokatolický chrám v Želivě. Je chráněn jako kulturní památka České republiky.

## Historie
Původní kostel byl postaven již v polovině 12. století. V 15. století stavba prošla přestavbou, na níž navázala další stavební úprava z 1. čtvrtiny 18. století, jejíž podobu kostel nese dodnes. Autorství projektu na přestavbu kostela z roku 1719 zatím není archivně doloženo, ze slohové analýzy ale vyplývá, že se na přebudování hřbitovního kostela mohl podílet Jan Blažej Santini-Aichel, nebo být dokonce autorem přestavby.
K podpoření domnělého autorství Santiniho u kostela sv. Petra a Pavla hovoří také fakt, že Santini v Želivě doložitelně v letech 1713 – 1720 pracoval. Na zakázku stavebníka, tehdejšího opata premonstrátského kláštera v Želivě, Jeronýma Hlíny vyprojektoval například přestavbu klášterního kostela Narození Panny Marie v Želivě. Spolupráce Santiniho s Jeronýmem Hlínou trvala 6 let, během nichž Santini pro opata vytvořil několik architektonických řešení; za předpokladu odpovídající stylové charakteristiky můžeme tedy připustit, že Santini mohl, byť zatím domněle, realizovat i přestavbu kostela sv. Petra a Pavla. Mojmír Horyna upozorňuje zejména na formu rozťatého štítu západního průčelí, jejíž tektonika odpovídá jiné Santiniho stavbě, pojetí průčelí štítu hlavní fasády zámecké jízdárny v Rychnově nad Kněžnou. Obdobné uplatnění štítového motivu nalezneme také na průčelí vlastního domu Jana Blažeje Santiniho v Nerudově ulici v Praze. 
Kolem roku 1930 byl kostel renovován podle projektu pardubického architekta Bóži Dvořáka.

## Popis
Kolem kostela se rozkládá ohrazený areál starého hřbitova s cennými náhrobky, márnicí a sochou Krista na nároží při vstupu. 
Kostel  sv. Petra a Pavla v Želivě tvoří jednolodní prostor s polygonálním presbytářem a nízkou pravoúhlou sakristií. Z románského období se dochovalo ve spodní části lodi a presbytáře kvádříkové zdivo. Po obvodu jsou nad ním prolomena obdélná, půlkruhově zakončená okna. Západní průčelí nad sakristií je zakončeno rozeklaným štítem. Na hřebenu sedlové střechy lodi je zasazena cibulová věžička s lucernou. Střecha nad presbytářem je valbová. 
V interiéru jsou tři raně barokní oltáře a kazatelna, které podle písemných pramenů původně pocházejí z opatského kostela. Obraz na hlavním oltáři v presbytáři představuje sv. Petra a Pavla, v horní části je obraz  žehnajícího Krista. Na bočních oltářích u vítězného oblouku jsou obrazy znázorňující Kristovu rodinu (vlevo) a vzkříšeného Krista (vpravo), v nástavcích pak sv. Anna vyučující Pannu Marii a sv. Máří Magdaléna. Na kazatelně jsou vyobrazeny postavy čtyř evangelistů.
Budova márnice nedaleko kostela je založena na půdorysu osmiúhelníku s nízkou kupolí. Mansardová střecha a slepé lomené arkády jsou prvky opakovaně užívané Santinim, lze tedy předpokládat jeho účast na návrhu stavby.